# Âne des Encartaciones
L'Âne des Encartaciones (Asno de las Encartaciones, en basque Enkarterriko asto), est une race de petits ânes domestiques originaires de la partie occidentale de la communauté autonome du Pays basque, au Nord-Est de l'Espagne. Il doit son nom à la comarque de Las Encartaciones (Enkarterri), en province de Biscaye.
C'est la seule race de petits ânes d'Espagne. Il ressemble à l'âne gascon, qui est désormais classé comme un sous-type de l'âne des Pyrénées.
Cette race est en danger critique d'extinction, et fait l'objet de mesures de conservation. 

## Histoire
L'Âne des Encartaciones est originaire de la partie occidentale de la province de Biscaye,. Son berceau est concentré dans les communes d'Artzentales, Balmaseda, Galdames, Gordexola, Güeñes, Karrantza, Lanestosa, Sopuerta, Turtzioz et Zalla. La race a pratiquement disparu au cours du XXe siècle. La baisse du nombre d'individus a commencé dans les premières décennies du siècle et s'est accelérée dans les années 1960 et 1970 ; la population comptait environ 1 000 ânes au début des années 1970 et était tombée à peine à 100 à la fin des années 1990. Comme pour les autres races d’ânes, les principales causes ont été la mécanisation de l’agriculture et le dépeuplement des zones rurales,. 
La race a été officiellement reconnue en 2004.

## Description
L'âne des Encartaciones est la seule race de petits ânes en Espagne. Il mesure environ 120 cm et pèse environ 200 kg. La robe est noire, bai foncé, grise ou alezane ; le ventre, le museau et le contour des yeux sont de couleur claire. Il peut avoir une bande dorsale plus foncée.

## Utilisations
L'âne des Encartaciones est petit mais fort. Il était utilisé comme âne de traction, particulièrement dans l'extraction de minéraux des mines de la côte cantabrique, et dans toutes sortes de travaux agricoles. Ses sabots sont petits et n'abîment pas le terrain. En raison de la nature compétitive des baudets, les agriculteurs basques préféraient garder des ânesses ; la viande des ânons mâles abattus vers trois mois était une spécialité locale traditionnelle.

## Diffusion de l'élevage
Son statut de conservation est classé comme « critique » par la FAO en 2007 et par la Fondation SAVE en 2008. Aucune donnée démographique n'est publiée par le Ministryio de Agricultura, Alimentación y Medio Ambiente, le ministère espagnol de l'agriculture. Des chiffres d'environ 100 têtes ont été signalés en 1999, 2001 et 2008.